# Bensley (Virginia)
Bensley es un lugar designado por el censo situado en el condado de Chesterfield, Virginia  (Estados Unidos). Según el censo de 2010 tenía una población de 5.819 habitantes.

## Demografía
Según el censo del 2000, Bensley tenía 5.435 habitantes, 2.252 viviendas, y 1.407 familias. La densidad de población era de 726,1 habitantes por km².
De las 2.252 viviendas en un 32,3%  vivían niños de menos de 18 años, en un 37,3%  vivían parejas casadas, en un 18,3% mujeres solteras, y en un 37,5% no eran unidades familiares. En el 30,1% de las viviendas  vivían personas solas el 6,9% de las cuales correspondía a personas de 65 años o más que vivían solas. El número medio de personas viviendo en cada vivienda era de 2,41 y el número medio de personas que vivían en cada familia era de 2,97.
Por edades la población se repartía de la siguiente manera: un 25,5% tenía menos de 18 años, un 11% entre 18 y 24, un 32,5% entre 25 y 44, un 21,8% de 45 a 60 y un 9,2% 65 años o más.
La edad media era de 33 años.  Por cada 100 mujeres de 18 o más años  había 97,8 hombres.
La renta media por vivienda era de 30.523$ y la renta media por familia de 35.344$. Los hombres tenían una renta media de 28.333$ mientras que las mujeres 21.968$. La renta per cápita de la población era de 14.896$. En torno al 13,6% de las familias y el 14,6% de la población estaban por debajo del umbral de pobreza.

## Localidades adyacentes
El siguiente diagrama muestra a las localidades más próximas a Bensley.